# James Ford (personaggio)
(James "Sawyer" Ford, Ognuno pensi per sé)
James "Sawyer" Ford è un personaggio della serie televisiva Lost, interpretato da Josh Holloway. È uno dei 48 sopravvissuti della sezione centrale dell'aereo.

## Biografia

### Prima dello schianto
Quando era ancora un bambino, James aveva assistito all'omicidio della madre per mano del padre, motivato dal fatto che la moglie avesse avuto una storia con un uomo, di nome Tom Sawyer (che si scoprirà essere il nome fittizio usato da Anthony Cooper, padre biologico di John Locke), il quale l'aveva truffata e aveva rubato loro tutti i soldi. Dopo aver ucciso la donna, il padre di James si suicida. Al tempo della tragedia familiare, James scrive una lettera, che vuole consegnare all'uomo che gli ha rovinato la vita. Durante il funerale dei genitori, viene a fargli visita Jacob.
A 19 anni, però, Ford si trova con un debito di 6.000 dollari e, non avendo altri modi per ripagarlo, diventa anch'egli un truffatore. Si trasforma così nella persona che stava cercando.
Nel tentativo di truffare una coppia, Jessica e David, riesce ad ottenere 160.000 dollari ma, nel momento in cui si accorge che i due hanno un figlio, desiste, temendo che quel bambino possa restare traumatizzato come successo a lui anni prima. Tenta poi di truffare un'altra donna, Cassidy, ma non riuscendoci la sceglie come aiutante. In realtà, però, fa tutto parte di un piano per rubarle i soldi, nonostante tra i due sembri nascere una storia d'amore. James fa infatti credere a Cassidy che un suo socio la stia minacciando, che lui è veramente innamorato di lei e che, una volta consegnati i soldi, avrebbero potuto iniziare una nuova vita insieme. Quando Cassidy scopre l'inganno, lo denuncia alle autorità e Sawyer viene arrestato.
Viene così condannato a 7 anni di prigione. Dopo 9 mesi, però, va a trovarlo Cassidy che gli rivela di aver avuto una bambina, Clementine, e che il padre è proprio Ford; questi non ne appare affatto felice. Nel frattempo, il direttore del carcere gli dà l'incarico di scoprire dove un altro detenuto abbia nascosto la fortuna che aveva rubato. Con l'inganno, egli riesce a scoprire l'informazione richiesta, guadagnandosi quindi lo sconto di pena pattuito e una certa somma di denaro, che metterà in un fondo fiduciario di una banca di Albuquerque, a nome di sua figlia, facendo promettere alla madre che lei non avrebbe mai dovuto sapere da dove fossero arrivati quei soldi.
Quando un suo fidato gli dice di aver trovato Sawyer, James va in Australia per ucciderlo. Inizialmente, quando lo conosce, non trova il coraggio di sparargli: va quindi in un bar della zona, dove incontra il padre di Jack, Christian, con cui chiacchiera. L'uomo gli confida di essere pentito di come aveva trattato il figlio e, non conoscendo le sue vere intenzioni, incoraggia Sawyer a compiere il lavoro per cui è arrivato in Australia. Quando il presunto truffatore sta per morire per mano di Sawyer, questi gli legge la lettera ma scopre infine che non è veramente quello l'uomo che stava cercando. Sawyer viene poi espulso dal paese per un litigio con il Ministro dell'agricoltura australiano ed è imbarcato sul volo 815.

### Sull'isola

#### Prima stagione
Poco tempo dopo l'incidente, Sawyer compie dei veri e propri atti di sciacallaggio, cercando di ottenere tutto ciò che possa essergli utile rovistando tra i cadaveri e le valigie. Tale suo comportamento lo rende inviso agli altri superstiti. Ford partecipa comunque ad una spedizione diretta sul punto più alto dell'isola per cercare di mandare un messaggio d'aiuto; durante il viaggio, inizia a conoscere Kate. Quando il gruppo incontra un orso polare, che cerca di caricarli, Sawyer lo uccide prontamente con una pistola che aveva trovato addosso a uno sceriffo presente sul volo.
Nei giorni successivi, Shannon si sente male per colpa dell'asma e ha bisogno dei suoi inalatori, che però sono andati persi nell'incidente. Considerato il comportamento di Ford nei primi giorni sull'isola, c'è il forte sospetto che li abbia presi lui: Boone li cerca dunque nella capanna di Sawyer, approfittando della sua assenza. Al ritorno, però, Sawyer vede Boone intento a rovistare tra le sue cose e lo picchia. Quando Jack va da lui per aver spiegazioni, gli racconta cosa è successo e dice di non avere lui gli inalatori: con il benestare di Jack, quindi, Sawyer viene portato in una grotta per essere torturato da Sayid. Nonostante il dolore, Sawyer non rivela dove siano i farmaci, ma comunica a Jack e Sayid che l'unica persona a cui l'avrebbe detto sarebbe stata Kate. Quando quest'ultima va da lui, le dice che le avrebbe indicato dove fossero gli inalatori in cambio di un bacio. La giovane accetta, ma dopo il bacio Sawyer le rivela di averli ingannati. Kate molla quindi uno schiaffo a James e se ne va. Ciò che è avvenuto, essere ricorsi alla tortura e per di più senza risultato, crea un forte senso di colpa in Jack e, soprattutto, in Sayid.
Nonostante questo scontro con Kate, i rapporti tra i due si intensificano quando la giovane trova una lettera indirizzata a un certo Sawyer: inizialmente, Ford le dice che si tratta di una lettera scrittagli dal figlio di una vittima delle sue truffe, ma Kate scopre che non è così a causa del timbro presente sulla busta, che è di molti anni prima. Era infatti proprio Ford, bambino, l'autore della lettera e, a questo punto, egli racconta tutta la sua storia a Kate. Ella lo aiuta poi a trovare un cinghiale che gli aveva distrutto la tenda perché Ford possa vendicarsi e liberarsene. Durante la ricerca, i due si accampano per la notte e, facendo il gioco del "mai", scoprono alcune cose più o meno importanti sulle loro vite. Il giorno dopo, trovano il cinghiale ma Sawyer, colpito dal rimorso di quello che aveva fatto in Australia e di fatto mettendo allo scoperto la propria natura, non ha il coraggio di ucciderlo. Sulla via del ritorno, anche lui sente i sussurri di cui aveva parlato Sayid, rafforzandosi così in tutti loro la convinzione di non essere soli sull'isola.
Durante la permanenza sull'isola, Sawyer si dedica molto alla lettura, che però gli provoca dei forti dolori alla testa: chiede quindi consiglio a Jack, temendo che possa trattarsi di un tumore. Il dottore, però, lo tranquillizza, rivelandogli che si tratta soltanto di forti emicranie causate da problemi di vista, e gli fornisce un paio d'occhiali per leggere. Nonostante tutto, però, i rapporti tra i due rimangono tesi.
Quando Michael costruisce la zattera che avrebbe dovuto riportarli a casa, Sawyer compra un posto a bordo in cambio dell'utilizzo delle sue scorte. Quando Ford scopre che Kate cerca di ottenere il suo posto, rivela a tutti che la donna è una fuggiasca e che vuole il posto perché ha paura di poter essere arrestata quando fossero stati trovati. Riprende così il suo posto, ma i rapporti con Kate diventano molto aspri. Accusato di non partecipare alla costruzione della zattera, Sawyer costruisce da solo l'albero maestro e, mentre si trova a tagliare un tronco, viene raggiunto da Jack, cui rivela di averne conosciuto il padre alcuni giorni prima dell'incidente, riferendogli che egli aveva affermato che voleva bene al figlio ma che non aveva mai trovato il coraggio di dirglielo. Una volta sulla zattera, vengono attaccati dagli Altri, che rapiscono Walt. Sawyer viene anche colpito da un proiettile nel tentativo di evitare il rapimento; caduto in acqua, non può evitare la loro fuga e la distruzione della zattera.

#### Seconda stagione
Dopo essere caduti in acqua, Sawyer riporta a galla Michael, svenuto: gli salva la vita praticandogli la respirazione bocca a bocca, ma senza rivelarglielo; i due, infatti, cominciano a litigare, poiché Michael rimprovera a Sawyer di non aver tentato di salvare Walt. Nel frattempo, Ford cerca di estrarsi da solo il proiettile dalla spalla: il sangue che gli fuoriesce, però, attira nelle vicinanze uno squalo. Nonostante tutto, la mattina seguente si accorgono che la corrente li ha portati di nuovo sull'isola: appena sbarcati, vedono Jin che con le mani legate corre verso di loro urlando che non sono soli sull'isola. Sawyer cerca di affrontare gli inseguitori di Jin ma viene messo K.O. da una bastonata vibrata da una persona di colore, che si rivelerà poi essere Mr. Eko.
I tre vengono gettati in una buca, dove rimangono prigionieri per alcuni giorni. Nonostante si fosse nascosto addosso un'arma, Sawyer non riesce a difendersi perché una ragazza, Ana Lucia, gliela sottrae con l'inganno. Quando tuttavia riescono a convincerla dicendole che erano vittime di un incidente aereo, vengono liberati. Così, Ana Lucia spiega loro che anche il proprio gruppo è composto dai sopravvissuti della sezione di coda del volo 815 e conducono Sawyer, Jin e Michael nel loro rifugio, la stazione Freccia del Progetto DHARMA. Dopo alcune discussioni, i superstiti della sezione di coda, sempre più decimati dagli attacchi esterni, si convincono che è meglio unirsi agli altri sopravvissuti e si fanno guidare da Michael verso la spiaggia. Durante il viaggio, però, la ferita di Sawyer non gli permette di camminare per colpa di un'infezione e gli altri sono costretti a costruire una lettiga per trasportarlo.
Quando arrivano alla spiaggia, Jack riesce a guarire Sawyer, che però si adira quando scopre che gli altri superstiti si erano impadroniti dei farmaci e di tutte le cose che aveva ammassato e considerava sue. L'uomo approfitta allora della tensione tra Locke e Charlie per convincere quest'ultimo a partecipare ad un sotterfugio: convincere Locke a spostare le armi dal rifugio, perché Jack stava andando lì a prenderle; Charlie a quel punto lo segue e vede il luogo dove le ha nascoste per rivelarlo poi a Sawyer. Quando Jack va al rifugio, vi trova dunque il solo James, che gli dice che Locke aveva spostato le armi. La sera, alla spiaggia, c'è un duro diverbio tra Jack e Locke, che viene interrotto da uno sparo: arriva dalla giungla proprio Sawyer, con un fucile in mano. Egli spiega da cosa fosse stato motivato l'inganno e ribadisce che ora, se qualcuno avesse avuto bisogno di un'arma, sarebbe dovuto andare a chiederla gentilmente a lui. Poco dopo, James si incontra con il complice nella vegetazione ma, dinanzi all'accusa d'esser stato mosso dal desiderio di riavere l'eroina, Charlie risponde però che la sua intenzione era invece di gabbarsi di Locke e vendicarsi di lui che gli aveva mancato di fiducia. Sawyer così torna in possesso delle armi e dei farmaci facendo infuriare Jack, che però riuscirà a riottenere i medicinali umiliandolo a poker.
Sawyer concede poi una delle sue pistole a Kate che ne aveva bisogno per avventurarsi nella giungla; un'altra pistola gli viene sottratta da Ana Lucia, che gliela ruba dopo un rapporto sessuale. Il fatto che proprio quella sarebbe stata la pistola con cui Michael avrebbe ucciso Ana Lucia e Libby, provoca un forte senso di colpa in Sawyer, che si offre di andare con Kate a prendere l'eroina per non far soffrire la donna, malgrado così avrebbe rivelato il nascondiglio delle armi.
Michael si adopera a convincere quattro specifiche persone, Jack, Sawyer, Kate e Hurley, a partecipare alla spedizione per liberare Walt: i quattro scopriranno però che in realtà quella era solo una trappola e verranno catturati; il solo Hurley viene poi liberato perché avverta gli altri superstiti di non andare a cercarli, dopo aver assistito alla partenza in barca di Michael e Walt.

#### Terza stagione
I tre vengono trasportati nella base degli Altri. Sawyer si sveglia il giorno dopo all'interno di una gabbia per orsi, al cui interno c'è un meccanismo che permette di ottenere un biscotto al pesce effettuando alcune operazioni. Quando per la prima volta riesce a prenderne uno, egli però viene deriso da Tom, che gli dice che gli orsi erano stati più veloci di lui.
Ford si accorge che davanti alla sua gabbia ce n'è un'altra, occupata da Karl, che dopo una breve conversazione esce dalla sua cella e libera Sawyer, dicendogli di scappare in una certa direzione, mentre egli sarebbe andato in quella opposta. Durante la fuga, però, Sawyer si imbatte in Juliet, che lo cattura e lo riporta nella sua prigione. Nel frattempo, viene catturato anche Karl, che viene spostato in un'altra zona. Al suo ritorno in cella, Sawyer si accorge che la gabbia di fronte alla sua è ora occupata da Kate. I due vengono obbligati a lavorare nelle cave di pietra, sotto la sorveglianza degli Altri. Nonostante l'ordine di non parlare e di non avere contatti fisici, ad un certo punto della giornata lavorativa, Sawyer si avvicina a Kate e la bacia appassionatamente, causando le ire degli Altri. C'è dunque uno scontro, durante il quale Sawyer si impossessa di un'arma e ottiene il controllo della situazione, prima di accorgersi che Kate è tenuta sotto tiro da Juliet. Tornando in cella, Kate e James parlano di una possibile fuga, non sapendo però di essere spiati attraverso le telecamere da Benjamin Linus.
Sawyer progetta quindi un nuovo piano di fuga, che consiste nel far prendere la scossa al suo carceriere utilizzando il dispositivo per il cibo presente nella sua gabbia. Quando Ben si avvicina alla sua gabbia, Sawyer lo afferra e attiva il meccanismo. Quando si accorge che non succede nulla, l'altro gli spiega che la corrente era stata tolta; Ford lascia la presa e Ben entra nella gabbia e lo picchia con un bastone, prima di trasportarlo all'interno della loro base. Qui, gli Altri addormentano Sawyer e gli effettuano un'incisione sul petto: al suo risveglio, gli spiegano che gli è stato inserito un pacemaker che gli avrebbe provocato la morte nel caso in cui il suo cuore avesse superato la soglia consentita di battiti; la stessa cosa sarebbe capitata a Kate se gliene avesse parlato.
Notando il cambiamento nel suo modo di comportarsi, Kate si preoccupa, nonostante il fatto che Sawyer minimizzi quello che è successo nella base degli Altri. Poco tempo dopo, Sawyer viene picchiato duramente da Pickett, infuriato per la morte di sua moglie, uccisa da Sun. Stupita dal fatto che lui non reagisca, Kate implora Pickett di fermarsi. Questi invece, mentre continua a colpire Ford sbattendolo contro la gabbia di Kate,  le chiede se sia innamorata di lui, fermandosi soltanto dopo la risposta affermativa di Kate. Sawyer viene riportato in gabbia, ma successivamente Kate gli rivela che lei può passare attraverso le sbarre della cella e può quindi liberarlo: Sawyer rifiuta e le ripete di non poter fuggire, ma che se davvero lo amava sarebbe dovuta scappare senza di lui. Kate si irrigidisce e spiega che aveva detto così solo per fermare Pickett, ritornando nella sua prigione.
Il giorno successivo, Sawyer viene svegliato all'alba da Ben e condotto via; durante il tragitto, Ben gli spiega che non gli è stato impiantato alcun pacemaker, ma lo avevano ingannato: l'unico modo di guadagnare il rispetto di un truffatore è truffarlo a sua volta. Quando arrivano su un promontorio, gli Altri spiegano che quella dove si trovano non è l'isola nota ai superstiti, bensì un'altra (si scoprirà in seguito essere l'isola Idra), e che perciò era inutile tentare la fuga.
La mattina seguente, Kate si sveglia a causa del rumore del meccanismo per il cibo della gabbia di Sawyer. Pickett la prende in consegna e avverte che soltanto la ragazza andrà a lavorare, mentre Sawyer godrà di una giornata di riposo. In realtà, Pickett ha intenzione di ucciderlo: Kate lo comprende e si ribella, protestando che loro due formano una squadra e che anche Ford deve andare con lei. Pickett alla fine acconsente. La sera, una disperata Kate esce dalla propria cella e, dopo aver rotto il lucchetto, entra in quella di Sawyer. Egli le spiega che non si trovano sulla loro isola e che perciò le possibilità di fuga sono pochissime: tuttavia ella avrebbe potuto ugualmente provare ma da sola, in modo da avere più chance. La donna tuttavia invece lo bacia appassionatamente e i due fanno l'amore. Successivamente, Sawyer chiede nuovamente a Kate se lo ama davvero o lo aveva detto solo per fermare Pickett; ella risponde con un bacio e James le dice di amarla.
La mattina seguente, Pickett e Jason arrivano alle gabbie con l'intenzione di uccidere Sawyer: all'inizio Ford si ribella e combatte con Pickett, ma si ferma quando vede che Kate è minacciata con un'arma da Jason. Sawyer viene fatto inginocchiare e Pickett gli punta la pistola alla testa, intimando a Kate di guardare l'esecuzione, mentre Ford la prega invece di chiudere gli occhi. All'ultimo istante, però, Pickett viene cercato sul walkie-talkie da Tom, che le dice di passarlo a Kate.
Quando Kate parla al walkie-talkie, scopre che dall'altra parte c'è Jack, che la spinge a fuggire perché non le accadrà nulla. Lei risponde che non può andarsene senza di lui, ma Sawyer approfitta del momento di distrazione di Pickett per disarmarlo e intontirlo con una scarica elettrica causata dal meccanismo per il cibo della gabbia mentre Kate disarma Jason. I due vengono poi legati all'interno della gabbia e i due prigionieri hanno il tempo di fuggire. Arrivano alla spiaggia dove però si accorgono che miglia di mare li separano dalla loro isola. Gli Altri li raggiungono ma i fuggiaschi vengono aiutati da Alex, che colpisce con la sua fionda Jason e li fa rifugiare in una buca.
Alex offre loro una canoa per arrivare nell'isola principale, ma in cambio chiede che si occupino di liberare Karl, che rivela essere il suo ragazzo, e di portarlo con loro sull'isola principale. Nonostante il disaccordo di Sawyer, la compagna elabora un piano: i tre riescono a liberare Karl, scappano verso la canoa e la trasportano in acqua. Quando Pickett, raggiuntili, sta per uccidere Ford, dalla giungla appare Juliet che sorprendentemente uccide Pickett, consentendo quindi la fuga di Sawyer, Karl e Kate, ma obiettando che Alex dovrà restare lì. I tre, quindi, si imbarcano e raggiungono l'isola dei superstiti. Dopo qualche ora di marcia, si accampano su proposta di James, nonostante Kate non sia d'accordo; il mattino dopo si accorgono che Karl si è allontanato e lo sentono piangere poco lontano. È Sawyer a recarsi a parlare col ragazzo e a consigliargli di tornare indietro dalla sua amata se lasciarla gli fa così male. Ciò provoca l'ira di Kate.
Proseguendo essi soli verso il campo, Sawyer si ferisce con una freccetta che gli penetra in un piede. Mentre lo aiuta ad estrarla, Kate approfitta per scusarsi con lui, che le risponde che non ha nulla per cui chiedere scusa. I due infine tornano al campo e vengono accolti calorosamente dagli altri superstiti. Lo stato d'animo di Sawyer, però, cambia quando scopre che si sono divisi le sue scorte senza il suo permesso, tra cui il suo scotch. Quando scopre che è stato bevuto da Hurley, va a cercarlo ma desiste perché, appena Hugo lo vede, lo abbraccia calorosamente e gli offre la birra che ha trovato in un furgoncino del progetto DHARMA, facendosi inoltre aiutare per rimetterlo in funzione.
Dopo essersi ubriacato con Jin e dopo avergli insegnato un po' di inglese, James e il coreano aiutano Hurley e Charlie a spingere il furgone verso una discesa. Jin e James sono preoccupati perché pensano che sia molto pericoloso, ma Hurley li rassicura che il furgone funzionerà e che non succederà nulla ad entrambi. Il furgoncino torna a funzionare e anche Jin e James salgono a bordo per un breve giro. Al termine, Sawyer torna al campo con la birra per cercare Kate, ma non la trova.
Per distrarsi dalle preoccupazioni, gioca una partita a ping pong con Hurley ma, a causa della sconfitta, perde una scommessa che lo costringe a non utilizzare soprannomi per una settimana.
Mentre stanno giocando un'altra partita, esce dalla giungla Nikki, che collassa davanti a loro. Sentono le sue ultime parole e vanno alla ricerca di Paulo, ma lo trovano morto. Insieme a Charlie, Jin e Sun cercano di capire cosa sia successo: si scopre quindi che Nikki aveva chiesto un'arma a Sawyer, il quale però si era rifiutato di dargliela; dopo un giro di ricognizione, Sawyer trova un sacchetto di diamanti, che erano stati il motivo del litigio tra i due. Nel frattempo, Charlie, mentre scava la fossa per i due amanti, rivela a Sun che erano stati lui e Sawyer a colpirla il giorno che era stata rapita. Sun si infuria e chiede spiegazioni anche a Sawyer. Questi le consegna poi i diamanti, chiedendole anche se ne avesse parlato con suo marito ma Sun risponde di no, perché altrimenti sarebbe servita un'altra buca. Sun getterà poi i diamanti nella fossa di Nikki e Paulo, ma neppure lei si accorgerà che i due erano soltanto paralizzati momentaneamente per il morso di un ragno.
Hurley avverte Sawyer che gli altri superstiti vogliono allontanarlo dal campo e gli consiglia di fare ammenda. Sawyer, inizialmente, non sembra preoccupato e prova a pescare e a pulire il pesce da solo: rendendosi conto di aver bisogno dell'aiuto altrui, torna da Hurley per chiedergli come deve fare per ottenere il perdono degli altri superstiti. Hugo gli dice che avrebbe dovuto essere più gentile con tutti e aiutarli gratuitamente. James regala quindi una coperta a Claire e va a caccia di cinghiali con Desmond, con la selvaggina catturata organizza un banchetto per tutti i sopravvissuti. Quando tuttavia dice a Charlie di ricordarsi al momento del voto delle offerte di Sawyer, il giovane si mostra sorpreso. Sawyer si risente con Hurley, il quale però gli risponde che gli altri stavano pensando a lui come leader, vista l'assenza dal campo di Jack, Locke, Sayid e Kate, quindi era bene che egli si mostrasse capace, ed infine gli chiede se aver modificato il proprio comportamento in definitiva non lo abbia fatto sentir meglio.
Quando Jack torna al campo con Juliet, Sawyer e Sayid sono sospettosi nei suoi confronti, infatti quando Juliet si reca a prendere le medicine per Aaron, i due la fermano per interrogarla. Lei tuttavia ritorce loro i comportamenti del passato, di cui rivela di essere a conoscenza, compreso l'omicidio a sangue freddo compiuto da Sawyer in Australia. Questo, per lui, è abbastanza per lasciarla andare.
Sawyer si dirige poi alla tenda di Kate e si sofferma a guardarla mentre si sta vestendo; le chiede poi se ha detto a Jack di loro due. La sera, è Kate ad andare nella tenda di Sawyer, lo bacia appassionatamente e fanno l'amore per la seconda volta. Successivamente, Sawyer le chiede se sia stata con lui soltanto perché ha visto Jack con Juliet e puntualizza, comunque, che non ha bisogno di usarlo, ma che basta semplicemente chiedere.
Nel frattempo Locke, ormai nel gruppo degli Altri, ottiene da Richard Alpert un fascicolo sulla vita di Sawyer, ne legge tutta la storia e scopre il motivo del suo soprannome: capisce, allora, che era stato il proprio padre Anthony Cooper ad aver truffato i genitori di James. Dacché Ben aveva ordinato a Locke di uccidere suo padre, che era stato portato sull'isola, come condizione per far parte degli Altri e non avendo John il coraggio di farlo, ne incarica Sawyer. Lo va infatti a cercare poco fuori dal campo e lo conduce alla Roccia Nera, dove è tenuto prigioniero Cooper, e lo chiude in un ambiente con lui. Locke si rifiuta di aprire la porta e James inizia a parlare con Anthony, che gli rivela di essere un truffatore; quando gli enumera i nomi con cui era chiamato, gli rivela di essere stato noto anche come Tom Sawyer. Cooper ricorda allora la madre di Ford e quest'ultimo gli consegna la lettera che aveva tenuto con sé fin da bambino; quando Cooper la strappa, Sawyer, infuriato, lo strozza utilizzando la catena con cui era legato, uccidendolo. Locke quindi lo ringrazia, dicendogli che ha ucciso colui che ha rovinato le loro vite, e gli consegna anche un registratore, in cui c'era la prova che Juliet era una spia infiltrata nel loro campo.
Quando vi torna, James fa ascoltare la registrazione a Sayid. Più tardi, la sera, questi fa un discorso riguardante Naomi Dorrit, il volo 815 e la mancanza di fiducia nei confronti di Jack e Juliet, al momento assenti; Sawyer dunque fa ascoltare a tutti la registrazione. Quando i due arrivano al campo, Juliet tuttavia fa riprodurre l'altro lato della cassetta, in cui è registrato il piano di Ben, spiegando che Jack sapeva tutto e che insieme hanno progettato un piano alternativo.
Jack, infatti, propone di usare la dinamite della Roccia Nera contro gli Altri. Vengono così disposte alcune cariche dinamitarde all'interno delle tende contrassegnate da Juliet e vengono decisi tre tiratori che avrebbero dovuto, sparando su di esse, innescare l'esplosione. I tre tiratori scelti sono Sayid, Jin e Bernard. Nel frattempo, gli altri superstiti si spostano alla torre radio. Pur essendosi già incamminato, Sawyer tuttavia è preoccupato per i tre rimasti al campo e decide di tornare per aiutarli, permettendo non a Kate ma alla sola Juliet di accompagnarlo; rifiuta l'aiuto anche di Hugo, alla cui insistenza oppone che non può venire per colpa del serio intralcio consistente nel suo peso. Giunti al campo e accortisi che i tre superstiti sono stati catturati, Sawyer e Juliet, disarmati, non sanno come agire. Improvvisamente, però, è proprio Hurley a sbucare dalla vegetazione alla guida del furgoncino del Progetto DHARMA e ad investire uno degli Altri. Quando un altro si avvicina loro, Sayid, nascosto dietro il mezzo, lo sgambetta, pur essendo legato, e gli spezza l'osso del collo con le gambe. L'unico superstite, Tom, si arrende ma è ucciso da Sawyer con un colpo d'arma da fuoco come vendetta per il rapimento di Walt. Quando Hurley gli si avvicina facendogli presente che Tom si era ormai arreso, Sawyer, sempre fortemente percettivo delle reazioni degli interlocutori, risponde che non lo aveva convinto.

#### Quarta stagione
Sawyer si trova sulla spiaggia a bere birra, mentre Juliet scava la fossa dove seppellire Tom. Hurley informa tutti che ha parlato con Jack tramite la radio e che quegli sa ciò che è successo. Poco dopo Desmond, giungendo sulla spiaggia, comunica a tutti l'eroica morte di Charlie e il messaggio che gli ha drammaticamente affidato prima di affogare, ossia che il cargo che stava arrivando sull'isola non era la nave di Penny. James dice allora di informare Jack, ma Sayid consiglia di evitare di usare la radio, dacché i presunti salvatori potrebbero ascoltare le loro conversazioni. Hurley getta quindi in mare lo strumento e il gruppo decide di partire per raggiungere il resto dei superstiti alla torre radio.
Durante il tragitto, Sawyer cerca di parlare con Hurley per confortarlo della morte di Charlie ma lui preferisce evitare. Quando raggiungono la testa dell'aereo, si ricongiungono con il gruppo. I superstiti vengono informati delle ultime notizie e decidono di dividersi in due gruppi: chi vuole essere salvato andrà con Jack, mentre chi non si fida dell'equipaggio del Kahana avrebbe dovuto seguire Locke. Quando Sawyer sceglie quest'ultimo, Kate gliene chiede il motivo, ma lui le risponde che è ciò che fa da sempre e da quando è sull'isola: cercare di sopravvivere. Il gruppo di Locke, quindi, si incammina nella giungla.
Sawyer capisce tuttavia che non si stanno dirigendo agli alloggi degli Altri e chiede spiegazioni al riguardo a Locke, il quale risponde che devono prima fare una tappa alla capanna di Jacob e che soltanto dopo sarebbero andati alle loro nuove case; Hurley, però, afferma che la capanna è in tutt'altra direzione. Quando James chiede a John perché ritenga che le persone sul cargo siano ostili, questi gli risponde che è stato Walt a rivelarglielo in una visione, consigliandogli inoltre di uccidere Naomi. Locke mostra poi la ferita d'arma da fuoco inflittagli da Ben, notando che se avesse avuto ancora il rene ora sarebbe morto.
Più tardi, Sawyer interviene quando Karl cerca di aggredire Ben, che lo stava provocando, tuttavia infine è proprio Ford a colpire Ben, quando quest'ultimo gli parla di Kate. Sawyer inoltre suggerisce a Locke di uccidere Ben perché sicuro che prima o poi avrebbe causato problemi. Locke risponde però che l'uomo è ancora utile.
Quando il gruppo incontra Charlotte che racconta la sua storia, i sopravvissuti non sembrano crederle; Ben si impossessa di una pistola e le spara, ma la donna si salva dacché protetta da un giubbotto antiproiettile. Sawyer picchia quindi Ben e a questo punto si offre di ucciderlo, ma Locke risponde che vuol farlo poi egli stesso. Ripartendo, il gruppo porta con sé Charlotte.
Arrivati agli alloggi, il gruppo cattura Sayid, Kate e Miles. Sawyer sorveglia Kate, mentre Locke e Sayid trattano per il rilascio di Charlotte. James rivela a Kate che non vuole lasciare l'isola perché non ha nulla che lo aspetti a casa e ugualmente ricorda a Kate che l'unica cosa che la aspetti al ritorno è la prigione: le propone quindi di rimanere sull'isola, ma Kate non sembra del tutto convinta.
Kate si dirige alla casa di Claire, dove la raggiunge poi Sawyer che parla della sua possibile gravidanza, ma lei lo manda via. Nel frattempo, Locke e Sayid si accordano: Charlotte sarebbe partita con l'iracheno e Miles sarebbe restato con Locke al suo posto, ma Kate decide invece di restare con il gruppo di Locke. La sera, Sawyer distrae Locke e Kate raggiunge Ben accompagnata da Miles: Locke, però, la scopre e la bandisce dal campo; lei torna quindi da Sawyer, che le promette di proteggerla. I due passano la notte insieme, ma litigano la mattina dopo riguardo alla possibilità di avere un figlio: Sawyer, infatti, definisce questa eventualità come la peggior cosa che possa capitargli. Kate se ne va via rattristata e torna da Jack.
La sera dopo, Sawyer partecipa alla riunione a casa di Locke, alla quale è presente anche Ben che nel frattempo è stato liberato. Ben spiega che la gente del cargo è giunta sull'isola per catturarlo e per uccidere poi tutti i superstiti.
Il giorno dopo, mentre Sawyer sta giocando a RisiKo! con Hurley, suona il telefono che avverte dell'arrivo di Keamy e degli altri mercenari: Sawyer avvisa quindi Ben e cerca di mettere in salvo tutti i superstiti. I membri del cargo ne uccidono però tre e tentano di sparare a Sawyer, che riesce a ripararsi. L'uomo tenta quindi di raggiungere l'abitazione di Claire, ma questa viene distrutta con un lanciarazzi: James si precipita alle macerie salvando sia la giovane che Aaron, quindi li porta in braccio a casa sua, dove Ben però si era barricato insieme ad Hurley e Locke malgrado Sawyer fosse ancora all'esterno. Hurley, tuttavia, rompe una finestra e lo fa entrare in casa insieme a Claire e Aaron.
La sera, Sawyer è presente quando il mostro attacca la squadra di Keamy e concede il tempo al gruppo di scappare. Stufo però del misterioso piano di Locke e Ben, decide di tornare con Jack e di accompagnarvi anche Claire e Aaron, se ella fosse stata d'accordo, e Hugo. Oltre alla giovane e ad Hurley, anche Miles decide di unirsi a lui. Ben e Locke pretendono invece che Hurley resti con loro, ma Sawyer estrae la pistola per difendere la scelta del suo amico. Quando però anche Locke minaccia con la propria pistola Sawyer, Hurley decide di restare con i due. Prima di andarsene, tuttavia, Sawyer avverte Locke che, se fosse successo qualcosa a Hugo, lo avrebbe ucciso.
Durante il tragitto, James continua a comportarsi in maniera molto protettiva nei confronti di Claire ed Aaron, ordinando anche a Miles di stare alla larga dalla donna. Quando sente Frank avvicinarsi, dice loro di rimanere alle sue spalle. Lapidus, invece, li avverte che Keamy e i suoi uomini stanno tornando e che perciò devono nascondersi, per cui i quattro si sistemano nella vegetazione, ma la loro presenza viene tradita dal pianto del neonato; tuttavia Lapidus convince Keamy a lasciar perdere. La mattina dopo, Sawyer si accorge dell'assenza di Claire ed Aaron: quando va a chiedere spiegazioni a Miles, si sente però rispondere che egli aveva rispettato i suoi ordini, mantenendo le distanze; l'uomo aggiunge poi che erano andati via di loro spontanea volontà, insieme ad uno sconosciuto di mezz'età al quale Claire si rivolgeva chiamandolo "papà". Sawyer, molto preoccupato, inizia a cercarli finché non trova Aaron poco lontano, mentre la madre sembra scomparsa. Sawyer, protettivo, prende in braccio Aaron e con Miles si dirige verso la spiaggia, quando incontrano Jack e Kate, i quali si stanno muovendo verso l'elicottero dopo che Jack ha frainteso il gesto di Lapidus, che ha lanciato giù dall'elicottero il telefono satellitare, credendo che fosse un invito a seguirlo. James li informa della sparizione di Claire e delle opere malvagie compiute dall'equipaggio del cargo, quindi dà Aaron in braccio a Kate e le dice di tornare alla spiaggia con Miles e il bambino, mentre lui sarebbe andato con Jack ad affrontare gli uomini di Charles Widmore. I due trovano l'elicottero e in manette Lapidus, che rivela ai due la direzione degli uomini di Keamy, i quali a loro volta stanno procedendo verso Ben. James dice a Jack che c'è Hurley con Ben e i due partono per salvarlo.
Jack e James trovano Hurley e Locke alla stazione Orchidea. Quando Jack termina di parlare con Locke, lui, James e Hurley incontrano Kate, Sayid e Lapidus all'elicottero. Mentre i sei e Sawyer stanno volando verso il cargo con l'elicottero pilotato da Lapidus, quest'ultimo li avverte che l'elicottero sta rapidamente perdendo benzina a causa di un foro nel serbatoio; James e gli altri passeggeri gettano in mare tutti gli oggetti non necessari per alleggerire l'elicottero, ma Lapidus spiega che l'alleggerimento non è stato sufficiente e che servirebbe scaricare un altro centinaio di chili per avere qualche speranza di raggiungere il cargo. James dunque sussurra qualcosa riguardo a sua figlia all'orecchio di Kate, quindi la bacia e si butta dall'elicottero in mare per poi nuotare fino all'isola. Lì incontrerà Juliet, che dirige la sua attenzione verso una nube di fumo proveniente dalla nave. Sawyer e Juliet, affranti, si mettono a bere rum sulla spiaggia, prima di sparire insieme all'isola in seguito allo spostamento di quest'ultima operato da Ben.
Dopo che Jack, Kate, Hurley, Sun, Sayid e Aaron, che saranno in seguito identificati quali i Sei della Oceanic, hanno lasciato l'isola, un flash-forward nell'episodio Intervento imprevisto rivela che Kate sta facendo dei lavori per Sawyer rimasto sull'isola, e che Jack pretende di sapere di cosa si tratti.

### Quinta stagione

#### Dopo lo spostamento dell'isola
Dopo il flash di luce che ha investito l'isola, James e Juliet incontrano Charlotte, Miles, Rose, Bernard e gli altri sopravvissuti del volo 815. Il gruppo scopre che il loro campo è in qualche modo sparito. James quindi fa la conoscenza di Daniel Faraday, che gli dice che il campo in realtà invece non è stato ancora costruito e che qualsiasi cosa abbia fatto Ben all'Orchidea li ha "sganciati" dal tempo: James e gli altri si trovano quindi nel passato. Il gruppo decide quindi di trovare qualcosa di costruito dall'uomo così da poter capire "quando" sono. Dopo alcuni flash, il gruppo decide di tornare alla spiaggia, dove vengono attaccati da una raffica di frecce infuocate; durante la confusione della fuga il gruppo si separa, con James e Juliet che si dirigono verso il torrente nella speranza di rincontrarsi con gli altri sopravvissuti. Lì vengono attaccati da tre sconosciuti, i quali minacciano di tagliare una mano a Juliet quando i due non rispondono alle loro domande, perdendo la pazienza. Tuttavia interviene Locke, che sbuca fuori dalla giungla e uccide uno dei tre sconosciuti ferendo gli altri due. Una volta catturati, Juliet scopre che i tre fanno parte degli Altri poiché, spiega, parlano latino. James e gli altri si fanno condurre al loro campo, dove trovano Richard Alpert alla guida della sua gente e scoprono che ha catturato Charlotte, Daniel e Miles. L'anno è il 1954. Quando una degli Altri chiamata Ellie conduce, scortandolo sotto il tiro di un fucile, Daniel alla bomba all'idrogeno chiamata Jughead, per fargli tentare di disinnescarla, James punta la sua arma contro la ragazza per salvare Daniel. Sawyer scopre che Daniel ha detto ad Ellie che loro vengono dal futuro e che non sono militari americani come invece gli Altri credono. Improvvisamente avviene un altro flash e gli altri, compresi Richard ed Ellie, spariscono. James ed il resto del gruppo vedono Charlotte perdere sangue dal naso e collassare.
James osserva Juliet e Daniel tentare di rianimare Charlotte. Egli e Locke decidono nel frattempo di recarsi alla stazione Orchidea, che si trova dall'altra parte dell'isola, credendo di trovare lì un modo per fermare i salti temporali. Durante il tragitto, James in una radura assiste alla nascita di Aaron con Kate che assiste Claire. Quando il gruppo torna alla spiaggia, scopre che il campo è ricomparso ma che è stato abbandonato. Lì trovano una piccola imbarcazione a remi che decidono di utilizzare per raggiungere l'Orchidea. Una volta in mare, il gruppo viene attaccato alle spalle da alcuni sconosciuti; Juliet prova a rispondere al fuoco ma avviene un altro salto temporale che fa sparire gli assalitori e fa trovare il gruppetto nel pieno di un forte acquazzone. Successivamente, di nuovo sull'isola, il gruppo si imbatte casualmente in Jin (visto l'ultima volta nel finale della quarta stagione quando sembrava essere stato ucciso dall'esplosione del Kahana). Insieme a Jin il gruppo prosegue verso l'Orchidea, ma continuano ad esserci salti temporali che impauriscono tutto il gruppo. James, Juliet e Miles iniziano ad avere mal di testa e a perdere sangue dal naso, ma ad avere la peggio è ancora Charlotte, che si accascia al suolo. Si diffonde la consapevolezza che i continui flash finiranno per ucciderli tutti. Daniel decide di rimanere con Charlotte mentre il resto del gruppo procede verso l'Orchidea: una volta lì, dopo che Locke si è introdotto all'interno del pozzo, avviene un salto temporale che fa sparire completamente il pozzo e con esso anche Locke. Sawyer prova disperatamente a scavare nel terreno per salvarlo, ma Juliet lo ferma spiegandogli che è tutto inutile.

#### 1974
Dopo che i salti temporali sono cessati, James, Juliet, Miles e Jin tornano da Daniel, il quale li informa della morte di Charlotte. Mentre il gruppo si dirige alla spiaggia, si odono degli spari e le urla di una donna impaurita. Quando il gruppo si avvicina, scorge due uomini armati che tengono sotto ostaggio una donna dopo averne ucciso il compagno. James prova ad intervenire ma non appena viene visto uno dei due uomini tenta di sparargli, così egli e Juliet si trovano costretti ad ucciderli. James libera la donna, che dice di chiamarsi Amy: ella afferma che è necessario seppellire i due uomini che hanno ucciso e riportare il corpo dell'altro, suo marito, dalla sua gente così da non violare la tregua. Una volta in prossimità della barriera sonica che circonda le baracche, Amy sembra spegnere il sistema di difesa e lo attraversa senza conseguenze. James, Juliet, Daniel, Miles e Jin, però, quando attraversano la barriera sonica cadono a terra privi di sensi: in realtà Amy indossava dei tappi per orecchie.
James si sveglia su di un divano all'interno di una casa. Un uomo di nome Horace Goodspeed gli chiede chi siano lui e i suoi amici. Sfruttando la propria abilità di truffatore, James gli mente dicendogli di chiamarsi Jim LaFleur e di essere il capitano di una nave naufragata sull'isola. Horace, ragionevole, credendo alla sua storia, gli dice che il giorno dopo partirà un sottomarino dall'isola e che lui ed i suoi amici dovranno salirvi. James chiede di poter rimanere ancora del tempo per cercare gli altri naufragi della nave fittizia, ma Horace non glielo accorda. Horace e Amy si rivelano dunque essere due membri del Progetto DHARMA. Successivamente, Richard Alpert arriva alle baracche pretendendo di sapere dove siano i corpi dei suoi due uomini. James decide di prendere il controllo della situazione e si dirige verso Richard da solo: spiega a Richard che lui non è un membro della DHARMA e che è amico di John Locke, l'uomo incontrato pochi anni prima da Richard durante un breve salto temporale; aggiunge inoltre altre informazioni da lui conosciute per convincerlo di non essere quello che sembra. James gli spiega infine che ha ucciso i due uomini solamente per autodifesa. Richard capisce che James non è della DHARMA, ma risponde che la sua gente ha comunque bisogno che giustizia venga fatta. Così viene trovato un accordo: Amy acconsente di dare a Richard il corpo del suo defunto marito, Paul, in cambio del mantenimento della tregua. Dopo che Richard ritorna dagli Altri, si scopre che l'anno in corso è il 1974; i membri della DHARMA e gli Altri sono in tregua, rispettando vicendevolmente i propri spazi sull'isola. Un sollevato Horace si sente in dovere di informare gentilmente James che se ha bisogno di tempo per cercare i suoi amici sull'isola può rimanervi per altre due settimane, ovvero fino a quando un altro sottomarino partirà dall'isola. Dopo, James e Juliet condividono un momento di quiete al molo; Juliet gli dice che sono tre anni che vuole andare via dall'isola e che il sottomarino che parte l'indomani rappresenta per lei una grande opportunità, ma James riesce a persuaderla a rimanere fino al prossimo sottomarino.

#### 1977
Sono trascorsi tre anni e James è ancora sull'isola con i suoi amici. Stanno tutti lavorando per la DHARMA e sono contenti di vivere alle baracche, soprattutto James, che si è innamorato di Juliet e divide una casa con lei che lo ricambia. Egli è il capo della sicurezza e un uomo di fiducia all'interno della DHARMA. Viene identificato come “Jim LaFleur.” Una mattina riceve una chiamata da Jin che lo informa del ritorno sull'isola di Jack, Kate, e Hurley. Sbalordito, egli va ad incontrarli in un campo lontano dalla baracche; lì spiega ai tre la sua posizione all'interno della DHARMA e che adesso si trovano nel 1977. James procura ai tre degli abiti più appropriati e pretende che fingano di essere delle nuove reclute arrivate col sottomarino, affinché non si pensi siano degli Ostili, il nome scelto dai membri della DHARMA per riferirsi agli Altri. Successivamente, Sayid, anche lui tornato indietro nel tempo, viene catturato nella giungla e identificato dalla DHARMA come un Ostile. James è sotto pressione a causa del proposito dei suoi colleghi di ucciderlo per aver violato la tregua tra la DHARMA e gli Ostili, così lo rinchiude in una cella e pensa ad un piano per liberarlo.
Sayid evade pochi giorni dopo grazie all'aiuto di un undicenne Benjamin Linus. Nella giungla, Sayid spara a Ben prima di fuggire; Jin riporta il ragazzino alle baracche gravemente ferito e con poche speranze di salvarsi. James allerta Jack e lo prega di operarlo, ma quest'ultimo rifiuta. James e Kate portanò così il ragazzo privo di sensi dagli Altri, nella speranza che questi possano salvarlo. Dopo questo accadimento e con la consapevolezza che Ben non sarà più quello di prima (Richard Alpert ha avvertito che "perderà la sua innocenza"), James chiede a Miles di cancellare i video che lo vedono portare Ben al di fuori della barriera sonica. Dopo il ritorno di James e Kate alle baracche, James è allertato da Jack a proposito dei sospetti che Roger Linus, il padre di Ben, nutre nei confronti di Kate. Un altro membro della sicurezza, Phil, affronta James mostrandogli la cassetta che inchioda James che aiuta Kate e Ben: Miles ha fallito nel compito affidatogli. James dunque colpisce il sottoposto e lo rinchiude legato all'interno di un armadio. Il giorno dopo, egli convoca in riunione Jack, Kate, Jin, Juliet e Hurley, dove chiarisce che la sua vita nella DHARMA è finita proprio grazie ai tre intrusi ed afferma inoltre di voler ritornare alla spiaggia per ricominciare da zero. Tuttavia, Radzinsky, un ingegnere della DHARMA, scopre Phil imbavagliato nell'armadio e, furioso, cattura Juliet e James. Questi si rifiuta di collaborare rispondendo alle sue domande, per cui Radzinsky lo colpisce violentemente, nonostante Horace lo preghi di non farlo. Quando il dottor Pierre Chang interrompe l'interrogatorio ordinando di evacuare l'isola in quanto il trivellamento del Cigno è pericoloso, James assentisce e da parte sua afferma che le donne e i bambini devono essere messi sul sottomarino e mandati via; promette inoltre che dirà tutto quello che vogliono sapere se anche lui e Juliet verranno fatti salire sul sottomarino. L'accordo è stretto e i due salgono a bordo. Tuttavia, imbarcata anche Kate, ella informa James e Juliet della intenzione di Jack di far detonare la bomba all'idrogeno per impedire l'innescarsi della catena di eventi che porterà a far precipitare sull'isola il volo 815 della Oceanic ventisette anni dopo. Contro la propria volontà e per accondiscendere al desiderio di Juliet, James accetta di aiutarla a fermare Jack, e i tre minacciando il pilota del sottomarino tornano indietro sull'isola. Dopo un breve incontro con Rose e Bernard, sbarrano la strada al furgone che trasporta Jack, Hurley, Sayid, Jin e Miles. James e Jack si allontanano dagli altri: James fa notare a Jack che l'anno precedente avrebbe potuto fermare Anthony Cooper dal truffare i suoi genitori e impedire così che morissero ed aggiunge di non aver agito in tal modo perché quel che fatto è fatto, e anche Jack dovrebbe comprenderlo. Jack tuttavia si rifiuta e spiega che uno dei motivi per cui vuole resettare la storia è il fatto che abbia perso Kate. La motivazione non convince Sawyer che, infuriato, inizia uno scontro fisico con Jack. La lite viene fermata dall'intervento di Juliet, che concorda con il piano del medico e rivela a James di aver cambiato idea dopo aver notato come questi guarda Kate, specificando che se far esplodere la bomba non li farà mai incontrare, ciò impedirà anche che lei possa perderlo. James ribadisce che il suo amore per lei supera tutto ma la donna ha ormai deciso.
Quando Jack si prepara a buttare al Cigno la bomba all'idrogeno sulla sorgente elettromagnetica, Phil ed i suoi uomini lo notano e provano ad ucciderlo; James, Juliet, Kate e Miles arrivano in soccorso di Jack, innescando una accesa sparatoria. Gli uomini della DHARMA sono assediati; James riesce a prendere in ostaggio Phil permettendo a Jack di gettare nello stretto scavo la bomba, la quale tuttavia non esplode. La sacca è però ormai perforata, e tutti gli oggetti di metallo nell'area cominciano ad essere attratti verso il pozzo: nel caos, Juliet viene accidentalmente colpita e imbrigliata da una catena di metallo e attratta verso la sacca energetica. James, con l'aiuto di Kate, tenta disperatamente di salvarla, tenendole strenuamente la mano e urlandole di non lasciare la stretta. Juliet, notando che lo stesso James sta correndo un grave pericolo, gli dice di amarlo e gli lascia la mano, precipitando così nel pozzo. James, sconvolto, non reagisce al pandemonio che ha attorno, così Kate e Jack lo portano via.
Tuttavia, all'insaputa di tutti, Juliet riesce a sopravvivere alla caduta, raggiungendo ferita la bomba ancora inesplosa: comincia così a colpirla con rabbia con le sue ultime forze, fino a farla esplodere.

## Sesta stagione e realtà parallela
I protagonisti sono calati in una realtà parallela in cui Ford si trova a condurre una vita completamente opposta a quella vissuta precedentemente e parallelamente, vita in cui egli lavora come detective a Los Angeles, dando la caccia ai frodatori, in squadra insieme con Miles Straume. Tuttavia, anche in questa vita, egli persiste a ricercare la vendetta nei confronti del truffatore che aveva causato la morte dei suoi genitori. È per questo motivo infatti che viene a trovarsi sul volo Oceanic 815.
Per quel che concerne la sua vita parallela sull'isola dopo l'esplosione della bomba, è rilevante il suo repentino cambio di atteggiamento nei confronti di Jack e degli altri, poiché considera quest'ultimo la causa della morte di Juliet Burke. Per questo motivo decide di allearsi con John Locke, col cui aspetto si mostra la Nemesi di Jacob, ma non per vendetta: solo per sfruttare l'occasione concessagli da questo per andarsene dall'isola. Col tempo, rincontrando i suoi compagni, si riavvicinerà a questi e tenterà di organizzare una fuga dall'isola mediante il sottomarino, da sottrarre a Widmore. Evento importante, ma non decisivo, è per lui l'incontro con Jacob, durante il quale capirà il vero motivo per cui è stato trattenuto sull'isola e si renderà conto che non vuole più avere nulla a che fare con essa. Pertanto, lui, Kate e Claire decolleranno con l'aereo, lasciando a Jack, Hurley e Ben il compito di proteggere l'isola.

## Episodi dedicati a Sawyer
| Stagione | Titolo italiano                  | Titolo originale      | Tipo di flash    |
| -------- | -------------------------------- | --------------------- | ---------------- |
| 1        | Il truffatore                    | Confidence Man        | flashback        |
| 1        | Fuorilegge                       | Outlaws               | flashback        |
| 1        | Esodo, prima parte               | Exodus: Part 1        | flashback        |
| 2        | Il lupo                          | The Long Con          | flashback        |
| 3        | Ognuno pensi per sé              | Every Man for Himself | flashback        |
| 5        | LaFleur                          | LaFleur               | flashforward     |
| 6        | Los Angeles LA X - 1ª e 2ª parte | LA X: Parts 1 & 2     | realtà parallela |
| 6        | Ricognizione                     | Recon                 | realtà parallela |
| 6        | L'ultima recluta                 | The Last Recruit      | realtà parallela |
| 6        | Quello per cui sono morti        | What They Died For    | realtà parallela |
| 6        | La fine                          | The End               | realtà parallela |

## Capacità
James è un esperto truffatore. Le sue vittime sono perlopiù giovani donne benestanti attratte dal suo fascino alle quali riesce ad estorcere grandi somme di denaro con la scusa di una vita insieme. Sebbene tale tipologia di truffa sia la sua specialità, egli non si limita solo a questa forma di estorsione, e conosce vari trucchi per sembrare convincente agli occhi delle proprie "vittime".
Avendo trascorso la maggior parte della sua vita fra la strada ed il carcere, James ha maturato un naturale istinto per la sopravvivenza ed una notevole predisposizione per il combattimento corpo a corpo, tanto da essere quasi riuscito in un'occasione ad avere il sopravvento su Sayid, un soldato esperto (anche se in quell'occasione Sayid si stava trattenendo), ed in un'altra a sottomettere quattro uomini degli Altri in una volta sola. È uno dei pochi sopravvissuti in grado di utilizzare le armi da fuoco.

## Concezione e sviluppo del personaggio
Nelle iniziali intenzioni degli sceneggiatori, Sawyer avrebbe dovuto essere un truffatore di origini newyorkesi, con un passato difficile alle spalle.
Per questo personaggio, furono provinati anche gli attori Matthew Fox, Dominic Monaghan e Jorge Garcia, ma alla fine fu scelto Josh Holloway per un fortuito caso del destino: Holloway, infatti, in un momento di rabbia scatenatosi dal fatto che si era dimenticato una battuta, colpì stizzito una sedia lamentandosi. Tale reazione colpì molto gli sceneggiatori (in quanto volevano restituire questa caratteristica anche a Sawyer), che infatti decisero di scritturare Holloway per il ruolo di Sawyer. Tuttavia, gli stessi trovarono molto soddisfacente anche il provino degli altri tre attori, i quali furono comunque presi nella serie, ma interpretando ruoli diversi (rispettivamente: Jack, Charlie e Hurley).
Nei primi episodi, Holloway parla un inglese privo di qualsiasi inflessione dialettale e parlato nella stragrande maggioranza degli Stati Uniti, ma gli sceneggiatori della serie fecero presente all'attore che durante il provino erano stati colpiti dal suo accento texano, di conseguenza da quel giorno egli iniziò a recitare facendolo percepire.

## Curiosità
- Una delle caratteristiche distintive di Sawyer è quella di dare soprannomi a tutte le persone che conosce. Alcuni di questi soprannomi, nell'adattamento italiano della serie, sono stati omessi o sostituiti, perché intraducibili o poco comprensibili per il pubblico italiano. Ad esempio, nella quarta puntata della prima stagione, Walkabout, Sawyer chiama Jack "Jackass", facendo un gioco di parole con il nome del personaggio (Jack) e l'insulto jackass (in inglese "stupido", "idiota", oltre che "asino"). Nella versione italiana, semplicemente, Sawyer insulta il dottore chiamandolo "idiota".
- Il soprannome del personaggio potrebbe essere un riferimento al personaggio di Tom Sawyer, protagonista del celebre romanzo di Mark Twain.